# North Bondi, New South Wales
North Bondi este o suburbie în Sydney, Australia.